# Вулиця Олександра Кониського (Черкаси)
Вулиця Олександра Кониського — одна з вулиць у місті Черкаси. Знаходиться у мікрорайоні Дахнівка.

## Розташування
Вулиця простягається від вулиці Спиридона Кириченка як продовження вулиці 38-ї Армії на південний захід. Після того, як вона впирається у парк Пам'ять, вулиця повертає на південний схід до вулиці Канівської.

## Опис
Вулиця неширока та неасфальтована, забудована приватними будинками, окрім ділянки парку.

## Історія
Вулиця була створена одна з останніх і через це мала назву Нова. У червні 2024 Черкаський виконком проголосував за перейменування вулиці на честь Олександра Кониського, українського письменника, літературознавця, видавця, педагога і громадського діяча.